# Tadej Mazej
Tadej Mazej (* 31. Juli 1998 in Slovenj Gradec) ist ein slowenischer Handballspieler.

## Karriere

### Im Verein
Tadej Mazej spielte zunächst für RK Velenje. 2020 wechselte er zu RK Celje. Mit Celje gewann er 2022 und 2023 die slowenische Meisterschaft.

### In Auswahlmannschaften
Mit der slowenischen Jugend-Nationalmannschaft nahm er an der U19-Weltmeisterschaft 2017 teil und belegte den 13. Platz. Mit den Junioren gewann er die U20-Europameisterschaft 2018. Weiter belegten sie den 6. Platz bei der U21-Weltmeisterschaft 2019.
Mit der A-Nationalmannschaft nahm er an der Weltmeisterschaft 2021 teil, wo er aber nur bei einem Spiel eingesetzt wurde und kein Tor erzielte. Weiter nahm er an den Mittelmeerspielen 2022 teil. Aufgrund mehrerer Covid-19-Fälle zogen sie ihre Teilnahme nach zwei Spielen jedoch zurück. Bei der Weltmeisterschaft 2023 belegte er mit Slowenien den 10. Platz. Bei der Europameisterschaft 2024 belegte er mit Slowenien den 6. Platz, wobei er hier im Turnierverlauf nur ein Spiel absolvierte.